# Marija Fabek
Marija Fabek (Moravice, Gorski kotar, 8. rujna 1937.), hrvatska domovinska i iseljenička književnica.

## Životopis
Rodila se je u Moravicama, u obitelji Majer. Odrasla je u Zagrebu. U Zagrebu je završila gimnaziju. Istovremeno je prošla sustavnu kazališnu izobrazbu. Stalnog angažirana na Radiju Zagreb. Glavnim dječjim i mladenačkim ulogama postigla je vrlo zapažen uspjeh. Od 1958. je godine u SR Njemačkoj, gdje je stekla crtanofilmsku izobrazbu u Münchenu i Wiesbadenu. Zaposlila se na njemačkoj televiziji ZDP i radila je za druge razne producente. Od 1978. je godine u Kanadi. Ondje je radila za različite crtanofilmske studije. U Kanadi živi i danas, u Burlingtonu, Ontario. Završila je studij teologije za laike. 
Stvarala je u Hrvatskoj i poslije u emigraciji.

## Nagrade i priznanja
Književne priloge objavila je u Hrvatskoj reviji, Hrvatskom putu, Hrvatici, Danici i dr. Objavila je knjige:

## Djela
- Na ličkom kamenu (poezija i novele), Toronto, 1985.

- Vječna majka (poezija), Toronto, 1988.
- 65 godina crtanog filma u Hrvatskoj, Toronto, 1990.

Šimun Šito Ćorić uvrstio ju je u svoju antologiju 45 hrvatskih emigrantskih pisaca i 60 hrvatskih emigrantskih pisaca.